# Totes Moor (Naturschutzgebiet)
Das Tote Moor ist ein Naturschutzgebiet in den niedersächsischen Städten Wunstorf und Neustadt am Rübenberge in der Region Hannover. Es umfasst Teile des namensgebenden Moors Totes Moor und einige angrenzende Gebiete.

## Lage
Das Naturschutzgebiet mit dem Kennzeichen NSG HA 154 ist 3179 Hektar groß. Davon liegen 2282 ha auf dem Gebiet der Stadt Neustadt am Rübenberge und 897 ha auf dem Gebiet der Stadt Wunstorf. Teile des Naturschutzgebiets sind Bestandteil des FFH-Gebietes „Steinhuder Meer (mit Randbereichen)“ und des EU-Vogelschutzgebietes „Steinhuder Meer“. In dem im Mai 2016 verordneten Naturschutzgebiet gingen die früheren Naturschutzgebiete Ostufer Steinhuder Meer, Wulveskuhlen und Wunstorfer Moor auf.
Das Naturschutzgebiet besteht aus dem gleichnamigen Toten Moor einschließlich seiner Randbereiche, dem angrenzenden Geestrand, der südlich anschließenden Moorniederung der Großenheidorner Wiesen sowie einem Teil der Wasserfläche am Ostufer des Steinhuder Meeres.
Es gilt als eine der schönsten und wertvollsten Landschaften der Region Hannover.
Die gegenüber den bisherigen Einzelgebieten deutliche Vergrößerung der geschützten Fläche ist bei einigen bisherigen Nutzern umstritten.

## Beschreibung
Das etwa 2300 ha große Tote Moor ist das größte Hochmoor der Region Hannover. Es wurde in der Vergangenheit entwässert und teilweise genutzt. Die ehemals bäuerlichen Handtorfstiche sind seit Jahrzehnten ungenutzt.
Der industrielle Torfabbau in Teilen des Moores läuft mittelfristig aus. Die Flächen werden nach Beendigung des zulässigen Bodenabbaus mit dem Ziel der Hochmoorregeneration hergerichtet. Je nach Erfolg der Wiedervernässung entwickeln sich die schon stillliegenden zu Moordegenerationsstadien oder in Richtung naturnaher Hochmoorflächen. Zur Bekämpfung der eingeschleppten späten Traubenkirsche werden Flächen gezielt beweidet.
Das Naturschutzgebiet „Totes Moor“ ist eine Kernfläche eines Biotopverbundes mit nationaler Bedeutung.
Die besondere Qualität und Einzigartigkeit entsteht durch die enge räumliche Verzahnung verschiedener Biotope und die Großflächigkeit des Gebietes, die das Vorkommen einer sehr artenreichen und anspruchsvollen Fauna ermöglicht.
Das Tote Moor ist Lebensraum für viele spezialisierte Lebensgemeinschaften und Arten der Hochmoore. Die tief liegenden Randbereiche des Hochmoores sowie sein Übergang zum Niedermoor werden durch großflächige und überwiegend naturnahe Feucht- und Nasswälder geprägt.
Im Norden und Westen geht das Hochmoor in die Sandgeest über.
Vereinzelte Moränenkuppen ragen aus dem Moorkörper heraus Diese überwiegend trockene Standorte mit ihren besonderen Lebensgemeinschaften zeigen eine hohe Vielfalt an Arten und Lebensräumen. Sandheiden und Sandtrockenrasen sind hier teilweise hervorragend ausgeprägt. Diese Lebensräume am Nordrand des Toten Moores im Übergang zur höher gelegenen Schneerener Geest beherbergen als einmalige Besonderheit alle in Niedersachsen vorkommenden Reptilienarten in zum Teil großen Beständen.
Der Bannsee am Nordwestrand des Toten Moores ist ein Moorrandgewässer mit bedeutenden Amphibienbeständen und ausgedehnten Lebensräumen der Niedermoore.
Im Norden und Osten des Naturschutzgebiets stehen naturnahe Wälder auf mittleren und trockenen Standorten, vor allem Eichen-Mischwälder am Ostrand des Toten Moores und Kiefernwälder auf armen Sandböden am Nordrand des Gebiets.
Südlich des Toten Moores sind die Großenheidorner Wiesen eine weitgehend offene Grünlandniederung. Sie sind Lebensraum für eine Vielzahl gefährdeter Vogel- und Heuschreckenarten. Eingestreute Kleingewässer bieten auch Amphibien Laichmöglichkeiten.
Die im Naturschutzgebiet enthaltene Wasserfläche am Ostufer des Steinhuder Meeres weist einen naturnahen Übergang der Wasserfläche in ausgedehnte Niedermoor- und Röhrichtflächen, die landseitig in Sumpfgebüsche und Bruchwälder übergehen, auf. Wasserflächen sowie je nach Wasserstand freifallende Sandbänke sind bedeutende Ruhe- und Nahrungsflächen für Brut- und Rastvögel. In den störungsarmen Uferflächen brüten zahlreiche Vogelarten.
Das Naturschutzgebiet entwässert teilweise zum Steinhuder Meer und teilweise zur Leine.
Das Gebiet steht seit dem 27. Mai 2016 unter Naturschutz. Zuständige untere Naturschutzbehörde ist die Region Hannover.